# Paisano
Paisano è una città fantasma degli Stati Uniti d'America della contea di Presidio nello Stato del Texas.
Paisano si trovava dodici miglia ad est di Marfa e mezzo miglio ad ovest del passo di Paisano, nella parte nord-orientale della contea di Presidio, vicino alla linea di confine con la contea di Brewster.